# Sân bay Gobernador Gregores
Sân bay Gobernador Gregores (IATA: GGS, ICAO: SAWR), là một sân bay ở Gobernador Gregores, Argentina. Sân bay này có 1 đường băng dài 2600 m bề mặt nhựa đường.

## Các hãng hàng không và các tuyến bay
Hiện có các hãng hàng không sau đang hoạt động tại sân bay này:
- LADE (Comodoro Rivadavia, Lago Argentino, Puerto San Julián, Santa Cruz)